# نیل فرگوسن
نیل فرگوسن (Niall Ferguson) (متولد ۱۸ آوریل ۱۹۶۴) متولد ۱۹۶۴ مورخ مشهور و متخصص تاریخ اقتصاد اسکاتلندی است. او استاد دانشگاه هاروارد است.
فرگوسن در سال ۲۰۰۸ از مشاوران جان مک کین بود و یک جمهوری‌خواه است. همسر او آیان حرصی علی نام دارد.
فرگوسن یک مورخ انگلیسی و مفسر سیاسی محافظه کار است. او یکی از کارشناسان ارشد در کالج «عیسی»، آکسفورد بود و استاد مهمان کالج جدید علوم انسانی است. او همچنین عضو ارشد مؤسسه هوور، دانشگاه استنفورد است. پیش از استنفورد، او پروفسور تاریخ در دانشگاه هاروارد بود.
فرگوسن در مورد تاریخ بین‌المللی، تاریخ اقتصادی و مالی و امپریالیسم انگلیس و آمریکا می‌نویسد. او برای دیدگاه‌های مخالف خود مانند دفاع از امپراتوری بریتانیا شناخته شده‌است. او پس از حمله به عراق یک بار خود را «یک عضو کامل از باند نئو امپریالیست» نامید.
او یک ویرایشگر مشارکتی برای تلویزیون بلومبرگ [۵] و یک خبرنگار برای نیوزویک بوده‌است. فرگوسن مشاور پیشین کمپین انتخابات ریاست جمهوری ایالات متحده آمریکا در سال ۲۰۰۸ بود و در سال ۲۰۱۲ از میت رامنی حمایت کرد و منتقد واشینگتن باراک اوباما بوده‌است. [۶] [۷] فرگوسن جایزه لودویگ ارهارد برای روزنامه‌نگاری اقتصادی را در سال ۲۰۱۳ دریافت کرد.

## زندگی زودرس
- فرگوسن در روز ۱۸ آوریل ۱۹۶۴ در گلاسکو، اسکاتلند متولد شد. پدرش دکتر جیمز کمپبل فرگوسن او یک فیزیک‌دان بود. مادرش مولی آرچیبال همیلتون نیز یک معلم فیزیک بود. [۱۰] [۱۱] او در آکادمی گلاسکو حضور داشت [۱۲] او همان‌طور که تربیت شد بی‌خدا بود و به عنوان یک ملحد مطرح است. [۱۳]
- فرگوسن پدرش را به عنوان مشوق خویش در داشتن انگیزه‌ای قوی از نظم درونی و توجه به ارزش اخلاقی کار، یاد می‌کند. در حالی که مادرش جنبه خلاقانه او را تشویق می‌کرده‌است [۱۴]. پدربزرگ روزنامه نگارش او را تشویق به نوشتن کرد [۱۴] فرگوسن از مطالعه جنگ و صلح به عنوان عامل متقاعدکننده برای او در روی آوردن به مطالعه تاریخ و نه به زبان انگلیسی در دانشگاه اشاره می‌کند.

### دانشگاه آکسفورد
- فرگوسن مدرک تحصیلی را در کالج مگدالن آکسفورد دریافت کرد. [۱۵] در حالی که در آنجا او ۹۰ دقیقه فیلم دانشجویی «کارگران هرکولسپورت» را همراه اندرو سالیوان ساخت، کسی که

علاقه خود را در زمینه سیاست‌های راستگرا و موسیقی پانک با وی به اشتراک گذاشت. [۱۶] او با دریافت مدرک در رشته تاریخ با بهترین نمره در سال ۱۹۸۵ فارغ‌التحصیل شد. [۱۵]
- فرگوسن در سال‌های ۱۹۸۷ و ۱۹۸۸ به عنوان یک محقق در هامبورگ و برلین تحصیل کرد. او مدرک دکترای فلسفه خود را از کالج مگدالن در سال ۱۹۸۹ دریافت کرد، و پایان‌نامه او تحت عنوان "تجارت و سیاست در تورم آلمان: هامبورگ ۱۹۱۴–۱۹۲۴" نوشته شد. [۱۷]

### دانشگاه کمبریج
فرگوسن آموزش و پژوهش خود را در دانشگاه کمبریج ادامه داد و چندین سال در کالج مسیح در کمبریج کار کرد. در طول این دوره او بسیاری از تحقیقات و نوشته‌ها را برای اولین کتاب خود تکمیل کرده‌است. پس از آن، فرگوسن به Peterhouse، قدیمی‌ترین و سنتی‌ترین کالج در کمبریج منتقل شد. او به عنوان یک عضو رسمی و مدرس انتخاب شد و از ۱۹۹۰ تا ۱۹۹۲، در کالج Peterhouse، کمبریج، مدرس شد و تعدادی از دانشجویان کارشناسی و کارشناسی ارشد را که در گروه دانشکده تاریخ کمبریج تأثیرگذار بودند، آموزش می‌داد.

## حرفه

### شغل دانشگاهی
- در سال ۱۹۸۹، فرگوسن به عنوان یک همکار پژوهشی در کالج مسیح، کمبریج کار کرد. از ۱۹۹۰ تا ۱۹۹۲ او یک همکار و مدرس رسمی در Peterhouse، کمبریج بود. او سپس به عنوان یک همکار و معلم در تاریخ مدرن در کالج عیسی، آکسفورد، جایی که در سال ۲۰۰۰، استاد تاریخ سیاسی و مالی شد. در سال ۲۰۰۲، فرگوسن مانند پروفسور جان هرتزوگ در تاریخ مالی در دانشگاه نیویورک دانشگاه استرن مشغول بود و از سال ۲۰۰۴ تاکنون مانند لورنس تیش استاد تاریخ در دانشگاه هاروارد و ویلیام زیگلر استاد مدیریت بازرگانی در مدرسه بازرگانی هاروارد بوده‌است. از سال ۲۰۱۰ تا ۲۰۱۱، فرگوسن رئیس کرسی استادی فلیپ روم در تاریخ و امور بین‌الملل در مدرسه اقتصاد لندن شد. [۱۸] فرگوسن یکی از همکاران ارشد در کالج عیسی، کمبریج و یکی از همکاران ارشد مؤسسه اندیشکده Hoover، وابسته به دانشگاه دانشگاه استنفورد بوده‌است.
- مایکل گوو، وزیر آموزش و پرورش، در ماه مه سال ۲۰۱۰ از فرگوسن درخواست کرد تا در مورد برنامه درسی جدید، به عنوان «تاریخ به عنوان یک روایت متصل» برای مدارس در انگلستان و ولز مشاوره کند. [۱۹] [۲۰] در ژوئن ۲۰۱۱، او به دیگر دانشگاهیان پیوست تا کالج جدید علوم انسانی، کالج خصوصی در لندن را راه اندازی کند. [۲۱]
- در سال ۲۰۱۸، فرگوسن پس از آنکه مورخان دیگر، از برگزاری یک کنفرانس در استنفورد در مورد تاریخ کاربردی انتقاد کردند، عذرخواهی کرد. به دلیل اینکه تنها مردان سفیدپوست را به عنوان سخنرانان آن مراسم سازماندهی کردند. [۲۲]

### شغل تجاری
- در سال ۲۰۰۷، فرگوسن به عنوان یک مشاور مدیریت سرمایه‌گذاری توسط GLG شرکای، برای مشاوره در مورد ریسک ژئوپلیتیک و همچنین مسائل ساختاری فعلی در رفتار اقتصادی مربوط به تصمیم‌گیری‌های سرمایه‌گذاری منصوب شد. [24] GLG یک شرکت مدیریت سرمایه‌گذاری صندوق در انگلستان است که توسط نوام گوتسمن رهبری می‌شود. [۲۵]حرفه‌ای به عنوان مفسر، مستند نگار و افکار سنجی عمومی
- فرگوسن برای «یکشنبه تلگراف» نوشت و در سال ۲۰۰۷ برای تبدیل شدن به یک ویرایشگر در Financial Times مشارکت نمود. [۲۶] [۲۷] او همچنین برای نیوزویک می‌نویسد. [۱۹] در نظر فرگوسن: اتحادیه اروپا به عنوان فاجعه ای در انتظار وقوع قابل توضیح است. [۲۸] وی رئیس‌جمهور روسیه ولادیمیر پوتین را برای اقتدارگرایی اش مورد انتقاد قرار داده‌است. [۲۹]

## فیلم مستند تلویزیونی
- امپراتوری (۲۰۰۳)
- غول آمریکایی (۲۰۰۴)
- جنگ جهانی (۲۰۰۶)
- ترقی پول (۲۰۰۸)
- تمدن: آیا تاریخ غرب است؟ (۲۰۱۱)
- چین: پیروزی و آشفتگی (۲۰۱۲)
- مهربانی جنگ (۲۰۱۴)

## سخنرانی بی‌بی‌سی رایت
نیال فرگوسن سومین سخنرانی بی‌بی‌سی رایت خود را در سال ۲۰۱۲ در کالج گرشام ضبط کرد. در ماه مه ۲۰۱۲، بی‌بی‌سی اعلام کرد که این بار نیل فرگوسن، سخنرانی‌های سالانه بی‌بی‌سی رایت خود را ارائه می‌دهد. - مجموعه معتبر از سخنرانی‌های رادیویی که برای اولین بار در سال ۱۹۴۸ پخش شد، این چهار سخنرانی با عنوان «حاکمیت قانون و دشمنان آن» به بررسی نقش نهادهای ساختگی می‌پردازد که در حوزه‌های اقتصادی و سیاسی بازیگری می‌کنند. [۳۰]

## آثار
- Ferguson, Niall (2012). Henry Kissinger: A Life. Allen Lane.
- Ferguson, Niall (2011). Civilization: The West and the Rest. Penguin Group,. ISBN 978-1-59420-305-3.{{cite book}}:  نگهداری CS1: نقطه‌گذاری اضافه (link)
- Ferguson, Niall (2010). High Financier: The Lives And Times Of Siegmund Warburg. New York: Penguin. ISBN 978-1-59420-246-9.
- Ferguson, Niall (2008). The Ascent of Money: A Financial History of the World. London: Allen Lane. ISBN 978-1-84614-106-5.
- Ferguson, Niall (2006). The War of the World: History's Age of Hatred. London: Allen Lane. ISBN 0-7139-9708-7.
- Ferguson, Niall (2003). Empire: The Rise and Demise of the British World Order and the Lessons for Global Power. New York: Basic Books. ISBN 0-465-02328-2.
- Ferguson, Niall (2005). 1914. Pocket Penguins 70s S. London, England: Penguin Books Ltd. ISBN 0-14-102220-5.
- Ferguson, Niall (2004). Colossus: The Rise And Fall Of The American Empire. Gardners Books. ISBN 0-7139-9770-2.
- Ferguson, Niall (2003). Empire: How Britain Made the Modern World. London: Allen Lane. ISBN 0-7139-9615-3.
- Ferguson, Niall (2001). The Cash Nexus: Money and Power in the Modern World, 1700-2000. London: Allen Lane. ISBN 0-7139-9465-7.
- Ferguson, Niall (1999) [1997]. Virtual History: Alternatives and Counterfactuals. New York: Basic Books. ISBN 0-465-02322-3.
- Ferguson, Niall (1999) [1998]. The Pity of War. New York: Basic Books. ISBN 0-465-05711-X.
- Ferguson, Niall (1999). The House of Rothschild: The World's Banker, 1849–1999. New York, N.Y.: Viking. ISBN 0-670-88794-3.
- Ferguson, Niall (1998). The World's Banker: The History of the House of Rothschild. London: Weidenfeld & Nicolson. ISBN 0-297-81539-3.
- Ferguson, Niall (1998). The House of Rothschild. New York, N.Y.: Viking. ISBN 0-670-85768-8.
- Ferguson, Niall (1995). Paper and Iron: Hamburg Business and German Politics in the Era of Inflation, 1897–1927. Cambridge, UK: Cambridge University Press. ISBN 0-521-47016-1.